# Dick van Rijn

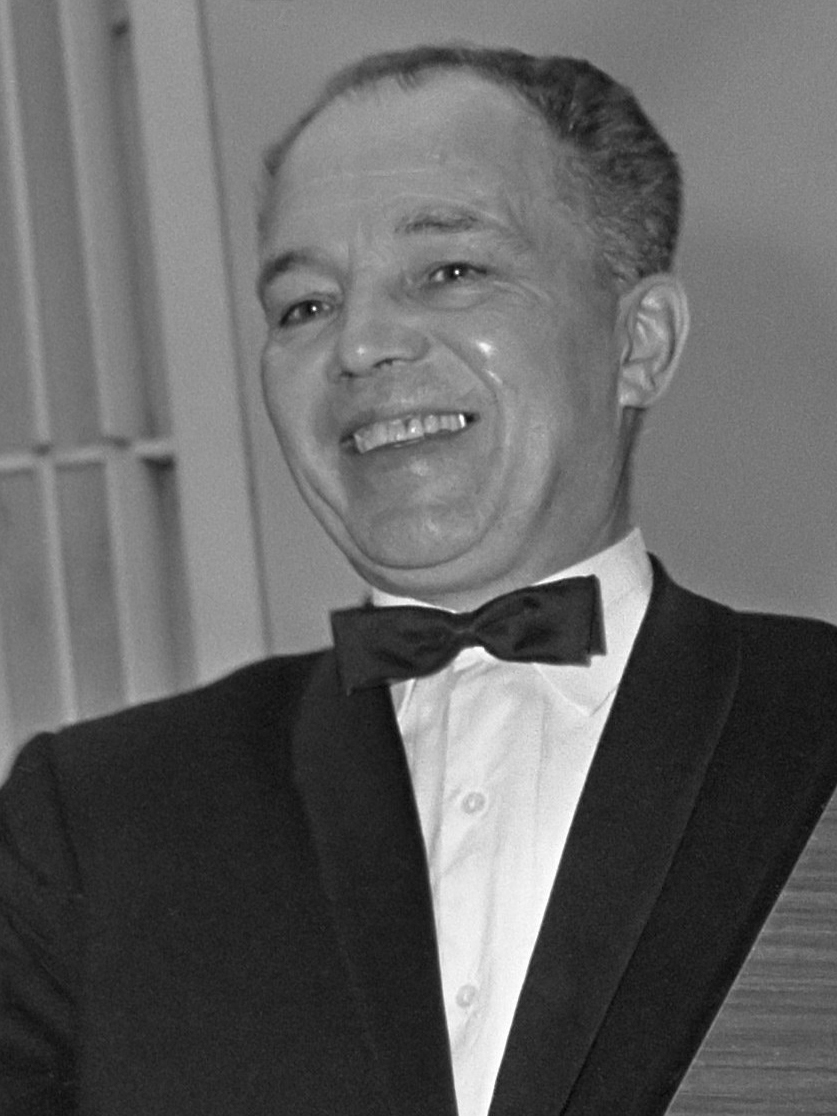
Dick van Rijn (1968)

Dirk (Dick) van Rijn (Amsterdam, 14 januari 1914 - Venlo, 3 april 1996) was een Nederlands sportverslaggever.
Hij was oorspronkelijk werkzaam in het onderwijs, maar maakte in september 1943 zijn radiodebuut als presentator van de Ochtendgymnastiek. Na de oorlog werd hij sportverslaggever bij de Wereldomroep. Daar begon hij zijn verslagen steeds met: "Goedenavond luisteraars, in Nederland, in oost en west, op zee of waar ook ter wereld", een introductie die ooit bedacht werd door George Sluizer van Radio Oranje. Ook werd hij medewerker van AVRO's Wekelijkse Sportrevue. Daarna werkte hij tot zijn pensioen mee aan NOS Langs de Lijn.
Van Rijn had een zeer brede belangstelling en heeft bijna iedere sport wel verslagen. Dat deed hij met veel aplomb en een karakteristiek, donkerbruin stemgeluid. Zijn wat oubollige en pompeuze stijl veroorzaakte bij collega's soms wat gegniffel. Presentator Willem Ruis, geen groot fan van Van Rijn, kondigde hem ooit als volgt aan: "Voor een verslag van het zwemmen nu over naar de Hommel: Dick van Rijn." ("Den Hommel" is een zwembad.) Hij was een groot promotor van amateursport en moest weinig hebben van de commercialisering van de topsport. Ook deed hij veel voor de gehandicaptensport. Hij was onder meer initiator van de Twentse rolstoelvierdaagse.
Talrijk zijn de anekdotes over aanvaringen die hij had met collega's, die volgens hem minder verstand van de sport hadden dan hij. Tijdens het EK schaatsen van 1966 reed een deelnemer volgens hem een nieuw baanrecord. Presentator Leo Pagano meldde echter uit de studio dat dit onjuist was, waarop beide heren elkaar en de verblufte luisteraars de hele verdere uitzending met andere tijden om de oren sloegen.
Ook opmerkelijk was zijn live radiocommentaar in 1976 bij de Olympische Spelen in Montréal van de waterpolowedstrijd Nederland - Italië. Bij de Nederlandse gelijkmaker naar 3 - 3 kort voor tijd, had Oranje het brons bijna binnen. Maar Van Rijn werd op de perstribune plots het zicht versperd door een Italiaanse collega. Prompt reageerde hij op dito wijze, in steenkolen Italiaans. "Get away, get away!" klonk het in de rechtstreekse uitzending. 

## Trivia
Dick van Rijn was een oom van presentatrice Tineke de Nooij.